# Segelfluggelände Lünen-Lippeweiden

i7
i11
i13
Das Segelfluggelände Lünen-Lippeweiden liegt 49 m ü. NHN innerhalb eines Landschaftsschutzgebiets in unmittelbarer Nähe zur Lippe. Es wird von der Flugsportgruppe Lünen e. V. betrieben, einem Segelflugverein aus Lünen. Es hat eine Ausdehnung von rund 1200 m × 180 m (ca. 22 ha). Gestartet und gelandet wird auf der Graslandebahn 09/27. Entsprechend der Deklaration als Schwemmland kann das Segelfluggelände in unregelmäßigen Abständen überflutet werden.
Die im Jahr 1978 errichtete und seitdem ständig modernisierte Flugzeughalle bietet Platz für einige Segelflugzeuge, eine Werkstatt und Aufenthaltsräume.
Seit 1990 dient der Flugplatz als Austragungsort des alljährlichen Sparkassen-Familiendrachenfests mit mehr als 60.000 Besuchern.

## Verein
Der am 8. November 1950 gegründete Verein betreibt Segelflug, Motorsegelflug und Modellflug. Er ist Mitglied im Deutschen Aero Club und eingetragen im Vereinsregister. Nach der Fusion mit dem Luftsportclub Waltrop-Brambauer e. V. im Jahr 2013 zählt der Verein rund 160 Mitglieder. Insbesondere in der Sparte Modellflug erlangte der Verein in den letzten Jahren überregionale Bedeutung durch die Austragung des Lippeweiden Pokals für ferngesteuerte Segelflugmodelle der Klasse F3B als FAI-World Cup Competition.

## Geschichte
Als erste Bestrebung, den Luftsport in der Stadt zu organisieren, gilt ein am 15. September 1931 erschienener Artikel des Lüner Diplom-Handelslehrers Erich Biewald über die Begeisterung für den Segelflug in der Lüner Zeitung. In diesem Artikel wurden alle flugsportinteressierten Lüner aufgerufen, am 18. September 1931 zum Gründungstreffen der Ortsgruppe Lünen des Deutschen Luftsportverbandes in die Lüner Berufsschule zu kommen. Zur tatsächlichen Vereinsgründung kam es erst über 19 Jahre später im Jahr 1950.
Zwei Jahre nach der Gründung des Vereins fand 1952 die Einweihung des ersten Fliegerheims mit angeschlossener Werkstatt in der Ernst-Becker-Straße statt. Es folgte der zuvor beschlossene Eigenbau eines Grunau Baby IIb im Jahr 1955 sowie die Fertigstellung der ersten Seilwinde im Jahr 1957. Das Segelfluggelände Lünen-Lippeweiden wird in seiner heutigen Form seit dem 26. Mai 1961 genutzt und wurde durch einen Flug mit dem Bürgermeister von Borkenberge nach Lünen eingeweiht.
Die Flugzeughalle am Segelfluggelände wurde im Jahr 1978 fertiggestellt. Seit 2004 nutzt der Verein einen Motorsegler.

## Flugzeuge
Derzeit betreibt der Verein 9 Segelflugzeuge sowie einen Motorsegler.

Formationsflug über Lünen

- 2× ASK21
- 1× Duo Discus XLT
- 1× Discus 2cT
- 2× Ls4b
- 1× ASW27
- 1× Ka6e
- 1× SZD 51-1
- 1× SF25C

## Flugbetrieb

Doppeltrommelstartwinde

In der Regel beginnt der Segelflugbetrieb Mitte März mit Beendigung der Wartungsarbeiten im Winter. Im Verein kann die Lizenz für Segelflug SPL, LAPL(S) und Motorsegler (TMG) erworben werden. Technische Fortbildungen sowie die Ausbildung zum Startwindenfahrer und Segelfluglehrer FI(S) werden gefördert und teilweise selbst durchgeführt.
Der Verein verfügt über zwei Doppeltrommel-Startwinden sowie einige Fahrzeuge und Traktoren, um die Segelflugzeuge auf dem Gelände zu bewegen und einen reibungslosen Flugbetrieb zu ermöglichen. Dazu gehören vor allem die Ausbildung neuer Piloten, Rundflüge mit Gästen, Kunstflüge, ausgedehnte Platzflüge sowie Streckensegelflüge. In einer durchschnittlichen Saison werden ca. 1400 Windenstarts, 200 Motorseglerstarts und 1200 Flugstunden geflogen. Den Vereinsrekord für die längste von Lünen geflogene Strecke halten Christian Luppa und Nicolas Goertz mit 841 km am 6. August 2022, Platz 2 belegt Wilhelm Hallerberg mit 831 km am 14. Mai 2020.
Die Saison endet im Oktober, Modellflug und Flüge mit dem Motorsegler sind allerdings ganzjährig möglich.